# Broughton (Ryedale)
Broughton – wieś w Anglii, w hrabstwie North Yorkshire, w dystrykcie (unitary authority) North Yorkshire. Leży 27 km na północny wschód od miasta York i 297 km na północ od Londynu.